# Argostemma montanum
Argostemma montanum är en måreväxtart som beskrevs av Carl Ludwig von Blume och Dc.. Argostemma montanum ingår i släktet Argostemma och familjen måreväxter. Inga underarter finns listade i Catalogue of Life.